# Mimoza Kusari-Lila
Mimoza Kusari-Lila (ur. 16 października 1975 w Djakowicy) – kosowska ekonomistka i polityk, minister handlu i przemysłu w latach 2011–2013, od 2014 burmistrz Djakowicy.

## Życiorys
Urodziła się jako Mimoza Kusari w Gjakovie. Jest córką lekarza pulmonologa i nauczycielki języka albańskiego. Ukończyła studia ekonomiczne na Uniwersytecie w Prisztinie (specjalność zarządzanie i systemy informacyjne). W latach 1998–1999 współpracowała z organizacją Lekarze bez Granic i z Organizacją Bezpieczeństwa i Współpracy w Europie.
W czasie wojny o Kosowo w 1999 pracowała w obozie dla uchodźców albańskich w Macedonii. Po uzyskaniu stypendium Rona Browna studiowała w Instytucie Ekonomii Uniwersytetu Colorado, a następnie w Duquesne University w Pittsburgu. Po ukończeniu studiów pracowała w wydziale sprzedaży internetowej firmy Bayer Corporation, filia w Pittsburgu.
W 2001 powróciła do Kosowa, gdzie współpracowała z Bankiem Światowym i realizowała projekty wspierania lokalnego biznesu. Współpracowała przy tworzeniu American University w Kosowie.

## Działalność polityczna
Karierę polityczną rozpoczęła w 2003 jako rzecznik i doradca premiera Kosowa Bajrama Rexhepiego. Pod koniec 2004 podała się do dymisji. W tym czasie wyszła za Arbena Lilę, rok później urodziła syna.
W 2006 podjęła pracę w ministerstwie energetyki, w którym pełniła funkcję dyrektora. W tym czasie wystąpiła w Woodrow Wilson International Center for Scholars przedstawiając proces przemian ekonomicznych, dokonujących się w Kosowie. W 2009 kandydowała w wyborach lokalnych na burmistrza Gjakovy, ale bez powodzenia.
Związana politycznie z Sojuszem Nowego Kosowa w 2011 objęła stanowisko ministra handlu i przemysłu oraz wicepremiera rządu Kosowa. W październiku 2013 zrezygnowała z tej funkcji w związku z ubieganiem się o stanowisko burmistrza Gjakovy. Po zwycięstwie w wyborach lokalnych 2013 (zdobyła 52,4% głosów) została pierwszą w historii Kosowa kobietą na stanowisku burmistrza. Funkcję tę pełniła w latach 2014–2017. W 2016 wystąpiła z Sojuszu Nowego Kosowa i związała się z liberalną partią Alternatywa, a następnie z ugrupowaniem Vetvendosje.
Jest mężatką (mąż Arben), ma dwoje dzieci.